# Juan Manuel Moreno Bonilla

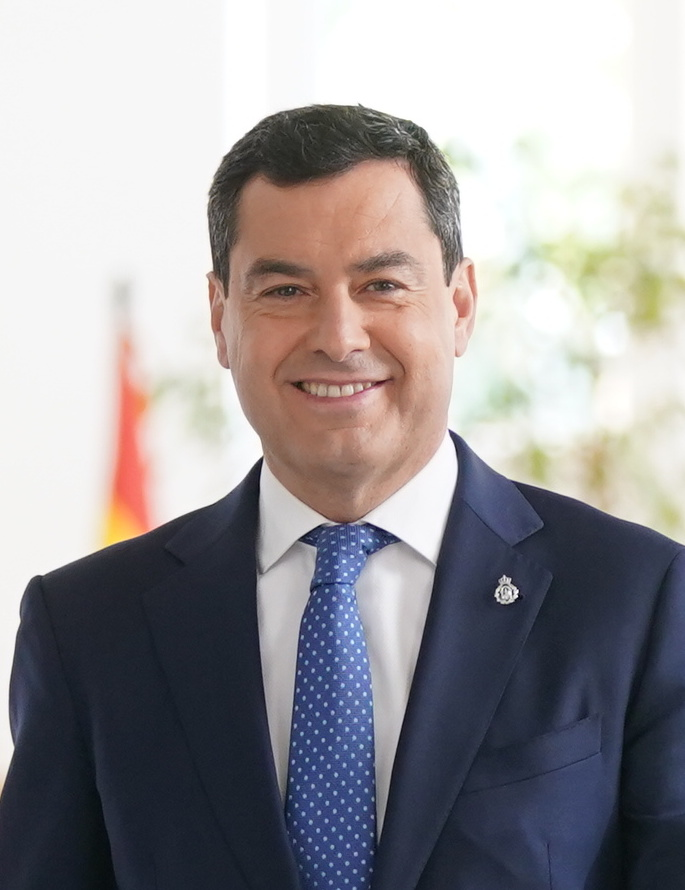
Juan Manuel Moreno Bonilla in 2022

Juan Manuel Moreno Bonilla (Barcelona, 1 mei 1970) is een Spaans politicus van de conservatieve partij Partido Popular (PP), en sinds 18 januari 2019 de president van de regio Andalusië, als eerste niet-socialistische politicus sinds de democratische overgang aan het einde van het Franco-regime. Hij volgt in die functie Susana Díaz op. 
In 2022 schrijft hij vervroegde verkiezingen uit in de regio, waarbij hij zijn meerderheid verder weet te versterken. Voor het eerst wint de PP in alle provincies in Andalusië. 